# Valkenburg (Limburg)
Valkenburg (Limburgsk: Valkeberg eller Vallekeberg; Fransk: Fauquemont) er en en by, beliggende i Valkenburg aan de Geul kommune, i den sydlige provins Limburg i Nederlandene. 

## Landevejscykling
Valkenburg har været vært for verdensmesterskaberne i landevejscykling i henholdsvis 1938, 1948, 1979, 1998 og  2012 samt afslutning for en etape i Tour de France i 1992 og 2005.
Siden 2003 har Amstel Gold Race haft mål i Valkenburg på toppen af Cauberg.

## Galleri
- Valkenburg, 14.-18. århundrede
- Kasteel Valkenburg kort før ødelæggelsen i 1672
- Geul med mergelhuse
- Kasteel Valkenburgs slotsruine
- Cauberg med casino og Lourdesgrotte
- Oude kerk set fra slotsruine
- Klosterkirke
- Forhenværende Irenekirke
- Gravsted Cauberg
- Lourdesgrotte på Cauberg
- Kirke på Schaelsberg
- Design rådhus, 1894
- Gravkapel Cauberg
- Rommerske katakomber
- Indgang teater